# 阿左美水園競艇組合
阿左美水園競艇組合（あざみすいえんきょうていくみあい）は、群馬県にかつて存在した一部事務組合である。

## 概要
桐生競艇の施行に関する事務を共同処理するために設置されていた。組合管理者には、笠懸町長をもって充てられていた。
組合の事務所は笠懸町役場内および群馬県新田郡笠懸町大字阿左美2887番地に存在した。
2003年の桐生競艇閉鎖騒動までは、桐生競艇の開催日約180日のうち、組合は約60日を施行していたが、残り約120日の施行権を有していた桐生市が競艇事業を廃止したため、国土交通大臣の告示によって2004年度以降は全日程を組合が開催することとなった。
平成の大合併により、組合組織団体である笠懸町・大間々町・藪塚本町もそれぞれ活発な合併議論が行われた。その結果、藪塚本町は太田市との合併を選択し、当該合併協議会から提示された条件である「競艇事業を引き継がない」ことを受け入れたため、組合から脱退した。残る笠懸町・大間々町は当該2町と東村による2町1村合併を選択し、みどり市が新設されることとなった。その結果、一部事務組合を構成する団体が新市1団体となるため、合併協議会の協議および群馬県総務部長通知により新市へ業務等を引き継ぐこととなり、組合は新市設立と同時に解散した。

## 歴史
- 1957年3月26日 - 組合設立。
- 2004年3月28日 - 藪塚本町が組合から脱退。
- 2004年4月 - 桐生市施行分の競艇施行権を引き継ぐ。
- 2006年3月27日 - 同じく一部事務組合の渡良瀬水道企業団とともに、みどり市に事務・職員・財産を引き継ぐ形で解散。

## その他
日本工業規格による全国地方公共団体コードは10843-0が割り当てられていた。